# Thể dục dụng cụ tại Đại hội Thể thao Đông Nam Á 2023
Thể dục dụng cụ là một trong những môn thể thao được tranh tài tại Đại hội Thể thao Đông Nam Á 2023 ở Campuchia, dự kiến sẽ được tổ chức từ ngày 06 đến 14 tháng 05 năm 2023 tại Nhà thi đấu Olympic Marquee, Phnôm Pênh, Campuchia.
Với nội dung thể dục Aerobic (nhịp điệu) sẽ tổ chức cả nội dung cho nam và nữ, trong khi ở nội dung thể dục nghệ thuật, chỉ có các nội dung cho nam được tổ chức.
Ngoại trừ nước chủ nhà, các vận động viên thể dục nghệ thuật chỉ có thể tham gia ở 2 nội dung tranh huy chương cá nhân, bên cạnh các nội dung toàn năng.

## Ngày thi đấu
Lịch thi đấu cụ thể các nội dung của môn Thể dục dụng cụ:
- Thể dục Nghệ thuật: 08 - 09/05/2023

- Thể dục Aerobic: 12 - 14/05/2023

## Nội dung thi đấu
Các môn Thể dục sẽ tổ chức thi đấu 13 nội dung. Bao gồm: 
- Thể dục Nghệ thuật: Đồng đội, Vô địch Toàn năng, Nhảy chống, Ngựa vòng, Vòng treo, Xà kép, Xà đơn, Xà lệch

- Thể dục Aerobic: Cá nhân nam, cá nhân nữ, đôi nam nữ, Nhóm 3 người, Nhóm 5 người

## Chương trình thi đấu

### Thể dục Nghệ Thuật
| Ngày  | Giờ           | Giới tính | Sự kiện                                          |
| ----- | ------------- | --------- | ------------------------------------------------ |
| 08/05 | 10:00 - 18:30 | Nam       | Chung kết Đồng đội, Vô địch Toàn năng            |
| 08/05 | 19:00 - 20:00 | Nam       | Trao huy chương Đồng đội, Vô địch Toàn năng      |
| 09/05 | 14:00 - 17:00 | Nam       | Chung kết Nhảy chống, Ngựa vòng, Vòng treo       |
| 09/05 | 14:00 - 17:00 | Nam       | Trao huy chương Nhảy chống, Ngựa vòng, Vòng treo |
| 09/05 | 17:30 - 19:30 | Nam       | Chung kết Xà kép, Xà đơn, Xà lệch                |
| 09/05 | 17:30 - 19:30 | Nam       | Trao huy chương Xà kép, Xà đơn, Xà lệch          |

### Thể dục Aerobic
| Ngày  | Giờ           | Giới tính | Sự kiện                      |
| ----- | ------------- | --------- | ---------------------------- |
| 13/05 | 10:00 - 11:00 | Nữ/Nam    | Chung kết cá nhân nam        |
| 13/05 | 11:30 - 12:00 | Nữ/Nam    | Chung kết nhóm 3 người       |
| 13/05 | 12:30 - 13:00 | Nữ/Nam    | Trao huy chương cá nhân nam  |
| 13/05 | 13:00 - 13:30 | Nữ/Nam    | Trao huy chương nhóm 3 người |
| 14/05 | 10:00 - 10:30 | Nữ/Nam    | Chung kết đôi nam nữ         |
| 14/05 | 11:00 - 11:30 | Nữ/Nam    | Chung kết nhóm 5 người       |
| 14/05 | 13:30 - 14:00 | Nữ/Nam    | Trao huy chương đôi nam nữ   |
| 14/05 | 14:00 - 14:30 | Nữ/Nam    | Trao huy chương nhóm 5 người |

## Bảng tổng sắp huy chương
| Hạng               | Đoàn               | Vàng | Bạc | Đồng | Tổng số |
| ------------------ | ------------------ | ---- | --- | ---- | ------- |
| 1                  | Việt Nam           | 9    | 2   | 2    | 13      |
| 2                  | Philippines        | 4    | 2   | 2    | 8       |
| 3                  | Thái Lan           | 0    | 6   | 0    | 6       |
| 4                  | Campuchia          | 0    | 1   | 3    | 4       |
| 5                  | Indonesia          | 0    | 1   | 1    | 2       |
| 6                  | Singapore          | 0    | 1   | 0    | 1       |
| 7                  | Malaysia           | 0    | 0   | 5    | 5       |
| Tổng số (7 đơn vị) | Tổng số (7 đơn vị) | 13   | 13  | 13   | 39      |

## Các huy chương

### Aerobic
| Event              | Vàng                                                                                               | Bạc | Đồng                                                                                  |
| ------------------ | -------------------------------------------------------------------------------------------------- | --- | ------------------------------------------------------------------------------------- |
| Men's individual   | Phan Thế Gia Hiển · Việt Nam                                                                       | Chanokpon Jiumsukjai · Thái Lan                                                                                 | Has Sokhor · Campuchia                                                                |
| Women's individual | Trần Hà Vi · Việt Nam                                                                              | Chawisa Intakul · Thái Lan                                                                                      | Charmaine Dolar · Philippines                                                         |
| Mixed pair         | Việt Nam · Lê Hoàng Phongo · Trần Ngọc Thúy Vi                                                     | Campuchia<br /Has Sokho · Sreypov Mo                                                                            | Philippines · Carl Joshua Tangonan · Charmaine Estaras Dolar                          |
| Mixed trio         | Việt Nam · Hoàng Gia Bảo · Lê Hoàng Phong · Nguyễn Chế Thanh                                       | Thái Lan · Worranittha Meesuparoon · Supatsorn Watcharaporn · Panyaroj Watthong                                 | Campuchia · Choeun Chanbory · Nget Tola · Trorn Bunthoeun                             |
| Mixed group        | Việt Nam · Vương Hoài An · Lê Hoàng Phong · Nguyễn Chế Thanh · Trần Ngọc Thuý Vi · Nguyễn Việt Anh | Thái Lan · Chanokpon Jiumsukjai · Supatsorn Watcharaporn · Panyaroj Watthong · Nattawut PimPa · Chawisa Intakul | Campuchia · Chhuon Sovanpanha · Dim Ornthida · Mo Sreypov · Nem Sokheng · Siv Chantha |

### Artistic
| Event                 | Vàng | Bạc | Đồng |
| --------------------- | --- | --- | --- |
| Team all-around       | Việt Nam · Lê Thanh Tùng · Đinh Phương Thành · Đặng Ngọc Xuân Thiện · Văn Vĩ Lương · Nguyễn Văn Khánh Phong · Trịnh Hải Khang | Philippines · Carlos Yulo · Ivan Cruz · Jan Timbang · Justine de Leon · Juancho Besana · Jhon Santillan | Malaysia · Muhammad Sharul Aimy · Luqman Al-Hafiz Zulfa · Ng Chun Chen · Muhammad Syakir Aiman Subri · Ally Hamuda Abdullah |
| Individual all-around | Carlos Yulo · Philippines | Lê Thanh Tùng · Việt Nam                                                                                | Đinh Phương Thành · Việt Nam                                                                                                |
| Floor                 | John Ivan Cruz · Philippines                                                                                                  | Tikumporn Surintornta · Thái Lan                                                                        | Joseph Judah Hatoguan · Indonesia                                                                                           |
| Pommel horse          | Đặng Ngọc Xuân Thiện · Việt Nam                                                                                               | Kaeson Lim Jun Yi · Singapore                                                                           | Muhammad Sharul Aimy · Malaysia                                                                                             |
| Rings                 | Nguyễn Văn Khánh Phong · Việt Nam                                                                                             | Carlos Yulo · Philippines                                                                               | Ally Hamuda Abdullah · Malaysia                                                                                             |
| Vault                 | Juancho Besana · Philippines                                                                                                  | Tikumporn Surintornta · Thái Lan                                                                        | Trịnh Hải Khang · Việt Nam                                                                                                  |
| Parallel bars         | Carlos Yulo · Philippines | Đinh Phương Thành · Việt Nam                                                                            | Ng Chun Chen · Malaysia |
| Horizontal bar        | Đinh Phương Thành · Việt Nam                                                                                                  | Abiyurafi · Indonesia                                                                                   | Luqman Al-Hafiz Zulfa · Malaysia                                                                                            |